# Republiken Ragusa
Republiken Ragusa (latin: Respublica Ragusina, kroatiska: Dubrovačka Republika, italienska: Repubblica di Ragusa) var en stadsstat i Dalmatien i södra Kroatien med staden Dubrovnik som huvudort. Republiken existerade från 1358 till 1808 då Napoleons styrkor intog huvudorten Dubrovnik och förklarade republiken upplöst. Republiken Ragusa hade sin höjdpunkt på 1400- och 1500-talet.

## Historia
Republiken Ragusas historia delas upp i tre historiska perioder. Den första (bysantinska) perioden varade till 1205. Under den här perioden var Dubrovnik främst under Bysantinska rikets suveräna auktoritet och ibland under venetianska och normandiska styren. Den kroatiska regenten Tomislav styrde också Dubrovnik under en tid. Vid 1100-talet började kommunen Dubrovnik (lat. Comunitas Ragusina) att ta form. Kommunen hade egna statliga institutioner och kunde tidvis uppnå en betydlig grad av självstyrelse.
Den andra (venetianska) perioden varade från 1205 till 1358. Då erkände Dubrovnik Venedigs och dogen av Venedigs suveräna auktoritet.
Den tredje perioden började 1358 med Zadarfördraget. Med fördraget satte Ludvig I av Ungern hela det venetianska Dalmatien under sitt styre. Också med Višegrad-fördraget bekräftades Republiken Ragusas statliga attribut. Storhetstiden för Republiken Ragusa varade till 1808 då Napoleons ockupationsstyrkor officiellt upplöste republiken.
Sedan Napoleon upplöst Republiken Ragusa 1808 inlemmades dess forna landområde i de av fransmännen skapade illyriska provinserna. Sedan österrikarna besegrat fransmännen i krig inlemmades den södra delen av de forna illyriska provinserna 1815 i kungariket Dalmatien som förblev en administrativ del av kejsardömet Österrike och sedermera Österrike-Ungern fram till första världskrigets slut 1918.

### Grundande
Staden grundades på 600-talet (cirka 614) efter avarernas och slavernas förstörelse av den romerska staden Epidauros (dagens Cavtat). De som överlevde flyttade till Laus, en liten ö 25 km norr om Cavtat. Det antas att kroater också anföll Epidauros och förstörde den helt.
Enligt en annan teori, av den engelske författaren John Gardner Wilkinson, blev Epidauros förstört av goterna cirka 265. Han skrev att ”Dubrovnik grundades antagligen långt före Epidauros definitiva förstörelse och olika barbariska hinder under 200- och 300-talen gjorde att den grundades som fristad.“
Den nya platsen var säkrare, och snart upprättade romarna handel och politiska förbindelserna med slaverna på fastlandet.
Flyktingar från den romerska Epidauros byggde en ny ort på den lilla ön (några källor skriver halvön) Laus. Andra folk (främst kroater) slog sig ner längs kusten och kallade sin ort Dubrovnik. I början var romarna och kroaterna skeptiska mot varandra. Med tiden kom de närmare varandra, så att de två bosättningarna blev en på 1100-talet. Kanalen som skiljde de två bosättningarna fylldes igen och är idag den mest kända stadsgatan (Placa eller Stradun), som också blev stadens centrum. Därmed blev Dubrovnik det kroatiska namnet på en enad stad.
Nyare teori bygger på arkeologiska utgrävningar. Nya fynd (inklusive en del av stadsmurarna och fynden av tidiga troligen bysantinska romanska katedraler nedanför dagens barock-katedral byggd på platsen för den romanska som blev demolerade i jordbävningen 1667) är från 500- till 700-talen, vilket motsäger den första teorin. Storleken på den första katedralen säger att ett stort antal människor var där vid den tiden. Idag tror man att en bysantinsk fästning (castrum) funnits på platsen för (halv)ön Laus sedan 400-talet, som gradvis utökades till att omfatta en del av dagens stadshamn (nära vilken de nämnda arkeologiska fynden hittades).
En annan teori som bland historiker blir mer och mer accepterad säger att staden Dubrovnik har sina rötter i grekisk tid. Den ”grekiska teorin” uppstod med upptäckten av flera grekiska artefakter vid tiden för utgrävningar i Dubrovniks hamn. Att borra en stenväg avslöjade också sand, vilket ifrågasätter om Laus var en ö eller en halvö. Sålunda förklarar Antun Ničetić i sin bok Povijest dubrovačke luke (Dubrovniks hamns historia) teorin som säger att grekiska sjömän grundade Dubrovnik. En viktig del av teorin är förklaringen att forntida fartyg var tvungna att resa 45 till 50 nautiska mil om dagen, så de behövde en vilohamn. Den idealiska kombinationen skulle vara om det fanns en källa till dricksvatten. Dubrovnik hade båda och låg mitt mellan två grekiska bosättningar, Budva och Korčula, som ligger på ett avstånd av 95 nautiska mil.

### Den tidiga perioden
Staden Dubrovnik tillhörde det så kallade bysantinska Dalmatien och dess invånare betalade en årlig skatt på 36 guldmynt till furstar från de närliggande landområdena Zachlumia och Travunia för sina vingårdar och olivlundar som låg på deras mark.
Dubrovnik nämns uttryckligen för första gången 867, då det låg under saracenernas belägring vilken varade från 866 till 867. Belägringen upphörde efter femton månader tack vare den bysantinske kejsaren Basileios I, som skickade en flotta under befäl av Niketas Ooryphas till Dubrovnik. Med försvagningen av Bysans började Republiken Venedig betrakta Dubrovnik som en konkurrent och ville att det skulle hamna under dess styre. Men 948 misslyckades Republikens försök att ta över staden. Dubrovnikborna hänförde Republiken Venedigs nederlag till Sankt Blasius så han blev stadens skyddshelgon. Under krigen mellan den bysantinska kejsaren Basileios II och den bulgariska fursten Samuel i slutet av 900- och början av 1000-talet lämnade Basileios II över Dubrovnik till den venetianska dogen Pietro II Orseolo, som invånarna år 1000 accepterade  som deras härskare. Men Dubrovnik hamnade under bysantinskt styre igen redan under kejsaren Roman III:s tid (1028–1034), och dess skepp anslöt sig till den bysantinska flottan i kriget mot araberna.
På 1000-talet beskrevs Dubrovnik och det omgivande området i verk av den berömde arabiske geografen Muhammad al-Idrisi. Han kallade Dubrovnik för den sydligaste staden i "landet Kroatien och Dalmatien".
År 1191 fick stadshandlare handelsfriheten i Bysans från kejsaren Isaac II Angelos. Dubrovnik hade tidigare liknande privilegier i Serbien (1186) och Bosnien (1189). Avtalet med den bosniska greven Kulin är det första officiella dokumentet där staden heter Dubrovnik.

### Venetianskt styre 1205–1358
De venetianska erövringarna av Konstantinopel under det fjärde korståget (1204) förändrade helt de politiska relationerna i öst. Det bysantinska riket förstördes förutom en liten del, och Venedig blev den viktigaste sjömakten i Medelhavet. Efter tillfångatagandet och självmordet av furste Damjan Juda 1205 erkände Dubrovnik den venetianska dogens suveränitet. Även om det förblev en självständig stadskommun styrde den venetianske fursten (latin: comes, kroatiska: knez) Dubrovnik från 1237. Han utsågs för två år, men greven och domarna var lokala adelsmän. Det fanns inte heller någon venetiansk armé i staden. En närmare förbindelse med Venedig vid tiden för dess största makt hade en betydande inverkan på Dubrovnik, eftersom det vid den tiden reglerade sin administration, utvidgade sitt land och lade en säker grund för sin östhandel.
Den inre förvaltningen reglerades genom en särskild stadga 1272. Samtidigt anslöt sig ön Lastovo till Dubrovnik, medan invånarna i Dubrovnik köpte staden Ston och Stonski rat (halvön Pelješac) av den bosniska banen Stefan Kotromanić och den serbiske kungen Stefan Dušan 1333, och 1345 kom Mljet under Dubrovniks styre.
De utökade sin sjöfartshandel till Tunisien, Egypten, Syrien och Svarta havet och slöt eller förnyade handelsavtal med Bosnien, Serbien, Bulgarien och Bysantinska riket. Dubrovnik hade också handelsförbindelser med italienska städer vid den tiden, särskilt med Ancona, Florens, Neapel och Sicilien. Huvuddelen av Dubrovniks handel var å ena sidan transport av österländska råvaror västerut och import av västerländska industriprodukter österut.

### Erkännande av kroatisk-ungerska kungars auktoritet
Genom Zadarfördraget 1358 förlorade Venedig alla öar och städer på Adriatiska havets östkust från Kvarnerviken till Durrës. Dubrovnik erkände den kroatisk-ungerske kungen Ludvig I av Ungern och accepterade det ungerska heraldiska vapnet som republikens vapen. Relationerna mellan Dubrovnik och kungen reglerades av Višegradfördraget som undertecknades den 27 maj 1358. Den ungersk-kroatiske kungen fick en årlig tribut på femhundra dukater från folket i Dubrovnik och i händelse av krig var de tvungna att hjälpa honom till sjöss medan han inte blandade sig i deras inre angelägenheter. I politiska angelägenheter av allmänt statligt intresse var Dubrovnik underordnad den kroatisk-dalmatiska banen, men bara skenbart, eftersom det faktiskt var en helt fri republik (namnet republik har använts flitigt sedan 1400-talet men detta föregriper inte Dubrovniks statsskapande efter 1358). Alla myndigheter och fursten (lat. rektor) som formell statschef valdes efter 1358 uteslutande av Dubrovniks medborgare utan någon kunglig bekräftelse. År 1399 förvärvade Dubrovnik också Dubrovačko primorje (lat. Terrae nove) genom att köpa den från Bosniens kung Stefan Ostoja för 2000 perpers. 
Den 27 januari 1416 antog republiken en förordning som avskaffade slaveriet på dess territorium samt förbjöd slavhandel och transport av slavar med fartyg. Det införlivades i Dubrovniks stadga, ett dokument skapat redan 1272. Som en del av en trend i utvecklingen av europeiska länder var det således bland de första länderna i världen att avskaffa slaveriet.  Beslutet ingick i den del av Dubrovniks stadga som talar om sjöfartsområde och som säger att alla ombord anses vara fria personer. Straffet var mycket strängt: fängelse och böter. Gärningsmän straffades med ett halvt års fängelse och 25 perpers böter för varje såld eller köpt människa, eller i vars försäljning hen förmedlades eller hade en procentsats. Det var ett stort straff eftersom man kunde köpa nästan tre kor eller över 900 liter spannmål med de pengarna.

### Ragusa betalar tribut till sultanen
År 1458 nådde Republiken Ragusa en överenskommelse med Osmanska riket om att betala en tribut till sultanen. Varje 1 november skickade republiken en representant till Konstantinopel för att betala ut en viss summa tributen. När staden var under osmansk skydd 1481 betalade den 12 500 dukater. I allt annat var Dubrovnik en självständig stad. Den hade rätten att ingå avtal med vilket land som helst och Dubrovniks fartyg seglade under Dubrovniks flagga. Osmanska riket gav Dubrovnik särskilda rättigheter inom handelsområde som knöt stadens handel ännu tätare till riket. Dubrovnik övergav en del av sin adriatiska handel till Osmanska rikets styrelse och handlarna från Dubrovnik fick betala vissa skatter i hamnar. Dubrovniks fartyg fick fritt segla genom Svarta havet vilket var förbjuden för alla icke-osmanska fartyg. De betalade vissa plikter mindre än andra handlarna och Dubrovnik fick samtidigt osmanska rikets diplomatiska stöd för sin handel med Republiken Venedig. 
Under 1400-talet spred sig republiken genom att köpa Cavtat och Konavle från bosniska adelsmän: 1419 köptes Konavles östra del från Sandalj Hranić och 1427 köptes Cavtat och Konavles västra del från Radoslav Pavlović.
När Belgrad var under osmanska styrelse hade Republiken Ragusa en handelskoloni där. Jesuit Bartol Kašić skrev om dem när han 1612 mötte katoliker i staden som påvens sändebud. Samma koloni hjälpte jesuiternas gymnasium i Belgrad som opererade tills de lämnade staden 1632. De hade också handelskolonier runt Medelhavet. Under osmanskt skydd (1526–1684) hade detta lilla kroatiska aristokratiska land handelskolonier i många delar av Osmanska riket: i Konstantinopel, Thessaloniki, Adrianopel, Belgrad, Sofia, Bukarest, Sarajevo och andra städer på Balkanhalvön. Varje koloni hade sin egen konsul och handelsdomstol, även kyrka, sjukhus och kyrkogård. Deras handelskolonier kunde man också hitta i Italien (Venedig, Ancona, Florens, Syrakusa, Messina och Palermo), Mindre Asien (Izmir och Bursa) och även Egypten (Alexandria och Kairo). Alla dessa kolonier var förmedlare av handel mellan sitt närområde och Dubrovnik. På den tiden var Dubrovniks handel mestadels transitorienterad. De transporterade råvaror från östern till Europas väst och sålde hantverk (oftast italienska) i östern.
Osmanska riket hade en stor fördel i att de kontrollerade Dubrovniks hamn som var av stor betydelse. Den största delen av varor som transporterades på relation Florens-Bursa (osmansk hamn i nordvästra Anatolien) passerade också genom Dubrovnik. Varor från Florens lämnade hamnen Pesaro, Fano eller Ancona och skeppades mot Dubrovnik. Från Dubrovnik transporterades varor vidare på handelsvägen Bosnasaray (Sarajevo)–Novi Pazar–Skopje–Plovdiv–Adrianopel. 
Vid sidan av England, Spanien och Genua var Dubrovnik under 1400-talet den största konkurrensen till Republiken Venedig på alla haven, även på Adriatiska havet. 

### Republikens upplösning
Efter Republiken Venedigs kollaps 1797 tog den Habsburgska monarkin över jurisdiktionen över den Dalmatinska kustremsan. Med Freden i Pressburg, undertecknad 1805, gavs hela Dalmatien och Kotorbukten till det Första franska kejsardömet, och det var endast Republiken Ragusas territorium som bröt landförbindelsen mellan dem. Å ena sidan kom Napoleon vems Franska kejsardömet utgjorde en fara och å den andra blev det Osmanska riket svag, så Republiken Ragusa kunde inte längre vara säker i det etablerade försvarsystemet. Freden i Pressburg (1805) bestämde att Österrike måste avstå från Istrien, Dalmatien och delar av Dalmatien som tidigare tillhörde Republiken Venedig, dvs. Kotorbukten och en del av den montenegriska kusten. Kotorbukten överlämnades dock inte till det Första franska kejsardömet utan till Ryssland, vilket intensifierade kampen för södra Dalmatien. Ryssland störde Napoleons långsiktiga planer, som han ville uppnå över sydöstra Europa och genom att ingå fördraget med det Osmanska riket. Så befann sig Republiken Ragusa mellan två europeiska stormakter. För att få ryska trupper att lämna territoriet och förhindra den rysk-montenegriska ockupationen av Dubrovnik skyndade de franska trupperna sig till Kotorbukten. Under förevändningen att de vill bara passera genom Kotorbukten gick de franska trupperna in i Dubrovnik i maj 1806 och ockuperade den.
Den 26 maj 1806 gick den franske generalens Lauristons armé in på Republiken Ragusas neutrala territorium. Nästa dag gick armén in i Dubrovniks Gamla stan under falska förespeglingar genom att säga att de behöver rast och förfriskning på vägen till Kotorbukten som var då i fransk ägande. Istället ockuperade de omedelbart staden i Napoleons namn. Snart efter början av den franska ockupationen tog de ryska och montenegrinska arméerna in sig i Dubrovniks territorium och började slåss mot den franska armén. De härjade och brände allt i sin väg. Situationen kulminerade i belägringen av den ockuperade gamla staden (staden träffades av 3000 kanonkulor under belägringen). Efter att staden blev intagen 1806 var det förbjudet att hissa Sankt Blasius flagga.
Dubrovniks adel fruktade för sin självständighet så den försökte att bevara Republikens suveränitet genom det högsta osmanska styret eftersom de var under ottomanskt protektorat. Frankrikes reaktion var snabb och hänsynslös mot sin allierade Osmanska riket och mot Dubrovniks relation med det. Den 31 januari 1808 utfärdade marskalken Auguste Frederic Louis Viesse de Marmont en kungörelse om Republikens avveckling trots Dubrovniks styres motstånd. Överste Delort anlände på Marmonts befallning med en militär eskort i Rektorspalatset och läste inför senaten kungörelsen som avskaffade Republiken och dess aristokratiska regim. Han tillkännagav att Dubrovniks territorium annekterades till Kungariket Italien (det franska kejsardömets marionettstat). Territoriet separerades därefter och förenades i Napoleons Illyriska provinser tillsammans med Istrien, Dalmatien och slovenska länder. Napoleon gav Marmont den nyskapade titeln ”hertig av Dubrovnik” (Duc de Raguse). Stora franska bidrag och avgifter för underhållet av trupper uttömde Republiken helt. Dubrovniks flotta var förstörd eller fångad i Medelhavshamnar och handeln med inlandet stoppades.
Efter sju år av fransk ockupation, började situationen att ändras. Franska trupper försvagades på grund av den misslyckade invasionen av Ryssland och Kejsardömet Österrike återinträdde i kriget. Detta gav alla samhällsklasser i Dubrovnik, under ledning av adeln, mod att göra ett allmänt uppror mot ockupationen. Den 18 juni 1813 lyckades de, med hjälp av de brittiska allierade, tvinga den franska garnisonen på ön Šipan att överlämna sig. Garnisonerna i Ston och på ön Lopud överlämnade sig näst och efteråt spred upproret sig genom Republikens fastland, med början i Konavle. Sedan satte upprorsmännen igång en belägring av staden Dubrovnik under befäl av brittiska kapten William Hoste. Den stöddes också av den brittiska flottans fartyg HMS Bacchante och HMS Saracen. Till upproret anslöt sig också snart invånare som blivit kvar i den belägrade staden.
Österrike skickade därpå sina trupper under befäl av general Todor Milutinovic. Förevändningen för ankomsten var att de hade kommit för att hjälpa sina allierade i Dubrovnik, men i slutet visades det att de bara ville ersätta den franska ockupationen av Dubrovnik med sin egen. Sedan lockade de Vlaho Kaboga, en av Republikens provisoriska guvernörer, med löften om makt och styre, och övertygade honom att stänga den östra porten för Republikens upprorsmän som samlats där. Samtidigt övertygades han att låta österrikiska soldater (utom soldaterna från Dubrovnik) att komma in genom den västra porten för att ockupera staden efter överlämnanden av den franska garnisonen av 500 soldater under general Montrichard. Vlaho Kabogas makt blev kortvarig. Han dog slutligen i skam och blev av folket kallad för "Traditur" (sv. förrädare).
Därefter vajade Sankt Blasius-flaggan bredvid den österrikiska och brittiska flaggan, men bara i två dagar. Den 30 januari beordrade general Milutinovic borgmästare Sabu Giorgi att sänka den. Påverkad av sin patriotism vägrade Giorgi, som var Republikens siste furst före ockupationen, ta ner flaggan ”eftersom den hissades av folket”. Ytterligare ville ingen dubrovnikbo göra det, trots att de blivit hotade med vapen, och till slut hissades flaggan ner av österrikiska soldater.
Republiken Ragusa undertecknade aldrig kapitulationen eller gav upp suveränitet. Detta innebar att den skulle återuppbyggas enligt regler av Klemens von Metternich som Österrike antagit på Wienkongressen. Trots detta lyckades Österrike ändå övertyga andra bundsförvanter att tillåta det att behålla Republikens territorium. Medan många mindre och inte så mycket viktiga städer och f.d. stater fick medverka i Kongressen, nekades denna rätt till representanten av Republiken Ragusa. Allt detta var mot de högtidliga fördragen som undertecknades av den österrikiska kejsaren och Republiken. I det första fördraget, som undertecknades den 20 augusti 1684, lovade och garanterade Kejsaren Leopold I att Republiken Ragusa skulle ha okränkbar frihet (”inviolatam libertatem”). I det andra från 1772, lovade kejsarinnan Maria Teresia att skydda och respektera okränkbarheten av Republikens land och frihet.
Dubrovniks ledare försökte att återställa Republiken Ragusa på Wienkongressen 1815. Ingen europeisk makt ville överväga det. Ingen ville starta ett nytt krig för den lilla staten, och dess månghundraåriga beskyddare Osmanska riket hade sina egna problem och var inte i en position att kunna förarga västmakterna. Österrike brydde sig speciellt inte om återuppbyggnaden av Republiken eftersom det fick hela östra Adriatiska kusten. Fram till 1836 var det förbjudet att hissa Sankt Blasius flaggan.
Efter Wienkongressen införlivade Habsburgska monarkin 1815 det område som var tidigare under kontroll av Republiken Ragusa med Kungariket Dalmatien. Kungariket Dalmatien var en administrativ enhet inom Monarkin och Dubrovnik var en del av den fram till 1918 när Habsburgska Monarkin störtades.

## Styrelseskick
Republiken Ragusas konstitution var aristokratisk och invånarna delades upp i tre kategorier: adel, borgare och bönder. Den övergripande makten låg i händerna på adeln. Borgarna var endast tillåtna att inneha lägre ämbeten och bönderna hade ingen röst i regeringen. Giftermål mellan de olika klasserna var förbjudet. De administrativa organen var det ”Stora rådet” (kroatiska: Veliko vijeće) som hade den övergripande regeringsmakten, det Lilla rådet (kroatiska: Malo vijeće) som var det verkställande utskottet från och med 1238 och Senaten (kroatiska: Vijeće umoljenih) från och med 1253. Statens överhuvud var fursten (kroatiska: Knez, italienska "Rettore") vilken valdes för en period av en månad.
Det stora rådet bestod endast av aristokratiska medlemmar som tillträdde sin post vid 18 års ålder. Det lilla rådet bestod av elva medlemmar och efter 1667 endast av sju stycken. Det lilla rådet valdes av fursten. Senaten skapades 1235 som ett rådgivande organ. Det bestod av 45 medlemmar, alla med en ålder över 40 år.
När Republiken Ragusa var under inflytande av Venedig styrdes den av en venetiansk furste, men efter 1358 innehades ämbetet alltid av en lokal företrädare. Furstens tjänstetid uppgick alltid till en månad och han kunde återinväljas först efter två år. Fursten arbetade och levde i Rektorspalatset men hans familj bodde kvar i sitt hus.
Republikens regering var liberal och visade tidigt sina humanitära principer då man 1418 avskaffade slavhandel. Republikens flagga bar inskriptionen ”Libertas” (frihet) och på fortet Lovrijenac går det än idag att läsa mottot ”Non bene pro toto libertas venditur auro” (frihet kan inte köpas för allt guld i världen) som är ingraverat i byggnaden. Samtidigt var regeringen en stark opponent till den östortodoxa kristendomen och endast katoliker beviljades medborgarskap i Republiken Ragusa.

## Ekonomi
Republiken Ragusa var en nära samarbetspartner till Republiken Venedig, som använde Ragusa som en förbindelselänk mellan Balkanhalvöns inre och Medelhavet. Ragusa var en genomfartsort för handeln med salt, vax, metaller och slavar från Balkanhalvön, som sedan såldes vidare med hjälp av Venedig. 

### Slavhandel
Under medeltiden var Ragusa ett centrum för slavhandeln på Balkan, som länge spelade en viktig roll för republikens ekonomi. Venedig använde Ragusa som en bas för slavhandeln i Venedig, då venetianska slavhandlare köpte slavar i Ragusa som de sedan skeppade från egeiska havet, där de såldes till köpare från Italien, Pyreneiska halvön eller Egypten.
I slutet av 1200-talet importerades upp till 200 slavar till Ragusa varje år. Slavarna var oftast barn eller unga kvinnor som blivit sålda av sina släktingar eller kidnappats och sålts av krigsherrar, adelsmän eller slavhandlare; de flesta av dem bar bosniska bogomiler, vars religion inte erkändes som kristendom av vare sig katoliker eller ortodoxa och därför betraktades som legitima att förslava.
En del av slavarna såldes i Ragusa som servi (män) eller ancillae (kvinnor), där de arbeta som husslavar, hade laglig rätt att stämma sina ägare för övergrepp och hade rätt att arbeta för lön och köpa sig fria. De flesta av slavarna blev dock sålda till slavhandlare som transporterade dem över Adriatiska havet och sålde dem i Italien, Spanien eller Mellanöstern.
År 1416 förbjöds slavhandeln i Ragusa efter rapporter om att ragusiska köpmän hade sålt inhemska fria bönder från ön Narenta till slavhandeln.